# Eileen Welsome
Œuvres principales
- The Plutonium Files

Eileen Welsome (née le 12 mars 1951) est une journaliste et auteure américaine. 

## Biographie
En 1980, Eileen Welsome est diplômée d'une licence en journalisme à l'université du Texas à Austin. Elle commence sa carrière dans le journalisme comme reporter pour le Beaumont Enterprise. Elle a également travaillé pour le San Antonio Light et le San Antonio Express-News avant de rejoindre l'équipe du Albuquerque Tribune en 1987.
En 1999, Welsome écrit l'ouvrage The Plutonium Files: America's Secret Medical Experiments in the Cold War (français : Les Dossiers du Plutonium :  les expériences médicales secrètes des États-Unis pendant la guerre froide).

## Distinctions
Elle a reçu un prix Pulitzer du reportage national en 1994 alors qu'elle était journaliste pour The Albuquerque Tribune pour un article en 3 parties intitulé The Plutonium Experiment (français : L'Expérience du plutonium), dont la publication commence 15 novembre 1993. Eileen Welsome reçoit ce prix pour ses articles sur les expériences de l'effet des radiations sur les humains menées par le gouvernement sur des Américains, à leur insu et contre leur gré, pendant la guerre froide. Welsome a également reçu un prix George-Polk, le prix Selden Ring du reportage d'investigation, une Médaille d'or des Journalistes et Rédacteurs d'investigation, le prix Heywood Broun, ainsi que des prix de la National Headliners Association et de l'Associated Press. 
En 2000, Welsome reçoit le Prix PEN /Martha Albrand de la première non-fiction et le Prix PEN Center USA West de la recherche documentaire pour Les Dossiers du Plutonium.